# Los Gigantes
Los Gigantes es el nombre que recibe un sistema montañoso ubicado en la región centro-oeste de la provincia de Córdoba, en la República Argentina. Posee un desarrollo altitudinal de mayor a menor, en sentido norte - sur, y se encuentra dentro de las denominadas Sierras Grandes. Es el límite norte de la Pampa de Achala, a la cual pertenece, y junto a ella conforman las conocidas localmente como Altas Cumbres.
Desde la cima de este macizo se pueden apreciar las Cumbres de Gaspar, la Pampa de San Luis, Cuchilla Nevada y la Pampa de Olaen hacia el norte; hacia el sur, la Pampa de Achala (durante días muy diáfanos, puede llegar a ser apenas divisado el Cerro Champaquí, límite sur de la Pampa, distante 60 km). Hacia el este se observa el Valle de Punilla con el lago San Roque, el cordón montañoso de Sierras Chicas, la ciudad de Córdoba, Alta Gracia y parte de la extensa llanura pampeana. Finalmente hacia el oeste, se divisa la Pampa de Pocho, el valle de Salsacate, los Volcanes de Pocho, y más allá los Llanos riojanos.
Es una región escarpada con diminutos valles (Valle de los Lisos) cercados por grandes muros de roca, que permite el desarrollo de especies únicas en el mundo (endemismos).
Por ser naciente de aguas, esta región ha sido declarada Área Natural Protegida por Ley provincial en el año 2001.

## Ubicación
El macizo Los Gigantes (coordenadas: 31°24′S 64°46′O / -31.400, -64.767), se encuentra en el extremo sur del Departamento Cruz Del Eje, pedanía Candelaria, cercano al límite con los departamentos Punilla y San Alberto.
Se encuentra aproximadamente a 28 km al oeste de la localidad de Tanti, y poco más de aproximadamente 50 km al este de Taninga, sobre la ruta provincial 28, y a unos 80 km al oeste de la Ciudad de Córdoba, capital de la provincia homónima.

## Características
Es un macizo rocoso, que según estudios geológicos se formó en la era Precámbrica. Su estructura no es muy diferente de la Pampa de Achala, aunque aquí se pueden apreciar claramente las fallas estructurales expuestas.

Está conformado por grandes formaciones pétreas, que en forma abrupta afloran de la superficie para formar grandes murallones de roca, que gracias a la erosión, han adquirido variadas geoformas, reconocidas localmente como El Pollito, El Hornito, El Gorila, El Indio, etc. y formando estrechas galerías en donde se desarrollan especies que están adaptadas, no solo a la altura, sino también a los bruscos cambios de temperatura.
Además se pueden encontrar un sinnúmero de cursos de agua que en muchos casos, desaparecen de la superficie, formando cascadas y cuevas que han recibido diferentes nombres : La cueva del Hornito, La cueva de la Salamanca, la Cueva de los Pájaros, etc. En algunos casos, pueden ser visitadas con un guía con conocimientos en espeleología.

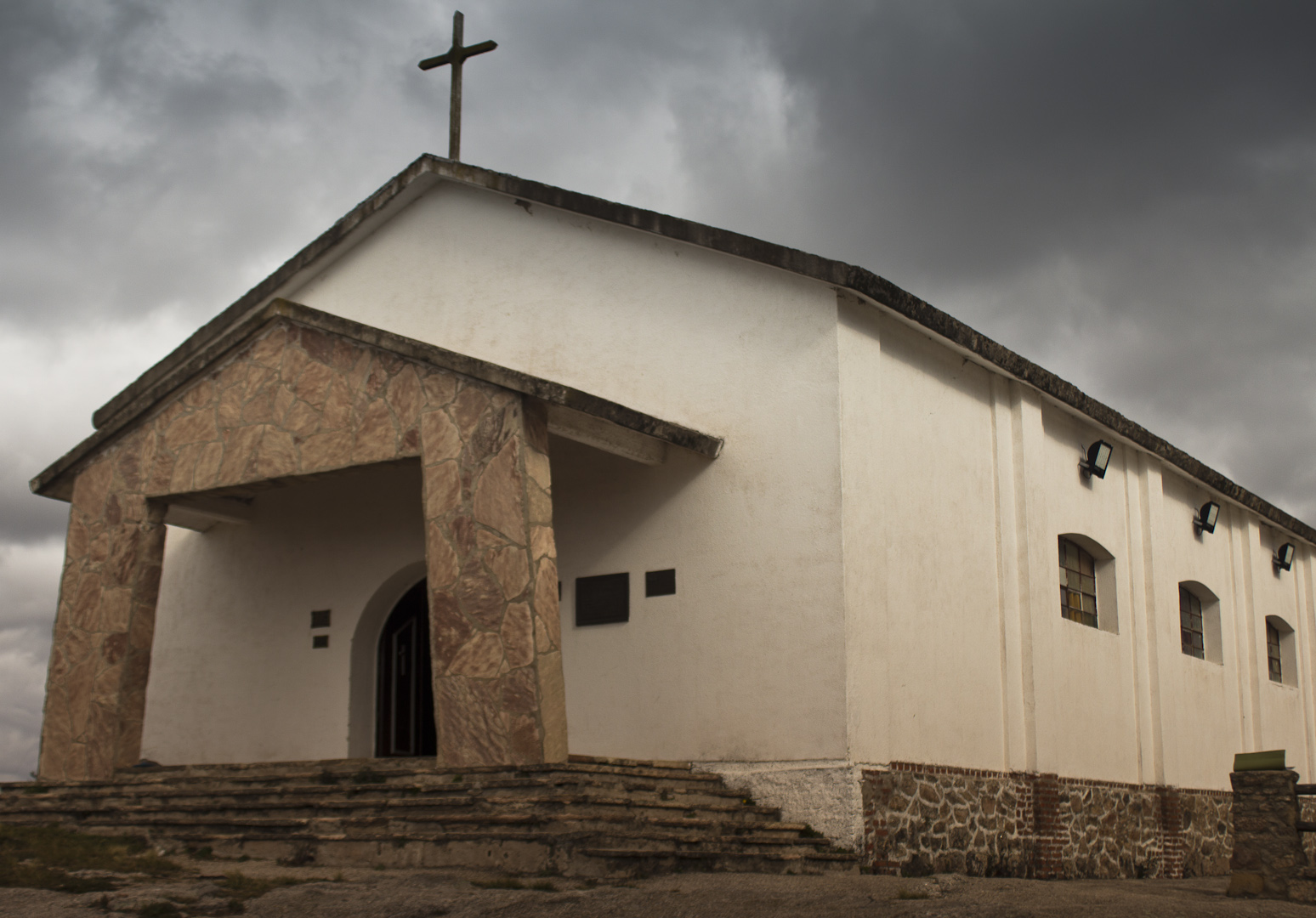
Frente de la Capilla Nuestra Señora del Valle, Los Gigantes

## Minería
Al igual que gran parte del territorio serrano de Córdoba, éste también posee cierto interés por la explotación minera. Aunque es una zona que posee baja actividad y sin grandes posibilidades económicas, debido a la baja concentración de los minerales, la variedad es bastante amplia (Be, W, U, Mn, Au, etc). Sin embargo, la explotación de mineral de mica, mármol (Mina María Rosa), y el cuarzo (Mina La Morenita), se realizaba en forma permanente, aunque solo la extracción de mica sigue siendo la única actividad minera en escala comercial.
Respecto del controvertido uranio, se extrajeron cerca de 200 tn de este mineral, en un período de 8 años, a razón de 1.500 kg por mes, sin embargo, la planta ha sido desactivada en 1990, posiblemente por razones económicas o de contaminación. La planta aun sigue a cielo abierto, y no fue cerrada ni saneada debidamente. En varias oportunidades se quiso depositar los residuos nucleares en lo que queda de la planta, pero con intervención y manifestaciones en contra por parte de los vecinos de las localidades del valle de Punilla se pudo evitar. Sea cual fuere el motivo, quedan allí aproximadamente 4.000.000 de Tn de material de explotación, que la CNEA, debería procesar para su total extracción. Esta entidad gubernamental, solicitó un crédito en 1998 para realizar la remediación del proceso de contaminación con este mineral, pero hasta diciembre de 2015, no se había realizado ninguna tarea al respecto.

## Hidrografía
Posee un régimen pluviométrico promedio de 700 mm anuales, tanto en forma líquida (lluvia, neblina), como sólida (nieve).
Hidrográficamente, la región es divisoria de aguas de dos grandes cuencas hidrográficas: la margen oriental tributa a la Mar Chiquita, y la occidental a las Salinas Grandes.
Dentro de la primera, encontramos al río Suquía, cuya cuenca está formada, entre otras, por el Lago San Roque. Este lago artificial, recoge y almacena las aguas provenientes de dos subcuencas: la del río Cosquín y la del río San Antonio, que juntas poseen 1.610 km². La primera tiene como principal tributario al río Yuspe (que es alimentado por innumerables arroyos (Del Matadero, De La Cuchilla, De las Casas Nuevas, etc.), y la segunda, al Río San Antonio (alimentado por los ríos Malambo, Cajón e Icho Cruz, entre otros).
Tanto el Rio Cosquín, como el Rio San Antonio, representan la mayor porción del aporte hídrico del Lago San Roque.

Por la ladera occidental, y entre los tres ríos de Córdoba que convergen hacia la cuenca de las Salinas grandes, el río de Soto es el que aporta el mayor caudal de agua. El principal tributario de este río es el Río Grande, que se forma con el aporte hídrico de los arroyos: Chichinas, Retamillo, Los Hornillos, De la Trampa y Senda Mala entre otros. Esta subcuenca posee un área de captación de solo 449 km², y el curso de agua que conforma, inicia un derrotero con rumbo sur-norte, que lo lleva a recorrer 79 km hasta desaguar en las Salinas Grandes.

Esta región es, de esta manera, la naciente de innumerables cursos de agua que se van uniendo en su largo descenso, incrementando no solo su caudal, sino también su importancia, ya que estas aguas, conjuntamente con las recogidas en la Pampa de Achala, son el sustento de gran parte de la vida de la provincia.

La ruta provincial N°28, podría tomarse como referencia para la divisoria de aguas, ya que los ríos y arroyos al norte de esta traza, tributan a la cuenca del Rio Cosquín, mientras que aquellos que se ubican al sur, lo hacen a la cuenca del río San Antonio. Sin embargo, y excepcionalmente, la ladera norte de Los Gigantes, desagua en dos cursos de agua que tributan al  Río Cosquín: el Arroyo Del Matadero, que cruza la ruta hacia el sur y el propio Río Yuspe, que lo hace hacia el oeste, luego de que el trazado de la ruta cambia su curso hacia el norte.

## Entorno e historia
En la base del macizo hay una escuela rural albergue y una Iglesia (Nuestra Señora del Valle) que fueran fundadas por el padre Franciscano Antonio Bustamante en 1968.
Estas eran el paradero del Cura Brochero, durante sus viajes a lomo de mula a mediados del siglo XIX, uniendo las ciudades de Córdoba y Cura Brochero.

Actualmente es punto de referencia tanto para quienes practican el montañismo, como para quienes pernoctan allí durante la Cabalgata Brocheriana.
Cerca del lugar, se encuentra el refugio de la Familia Pedernera, que fuera visitado por notables personalidades como Benito Quinquela Martín, Enrique Muiño, Marcelo Torcuato de Alvear e Hipólito Yrigoyen.
A un kilómetro de allí se encuentra el parador Casas Nuevas de la familia Bazán, que desde principios de 1900 fue almacén de ramos generales y parada obligada de vecinos y de los primeros montañistas que se aventuraban por la zona. 

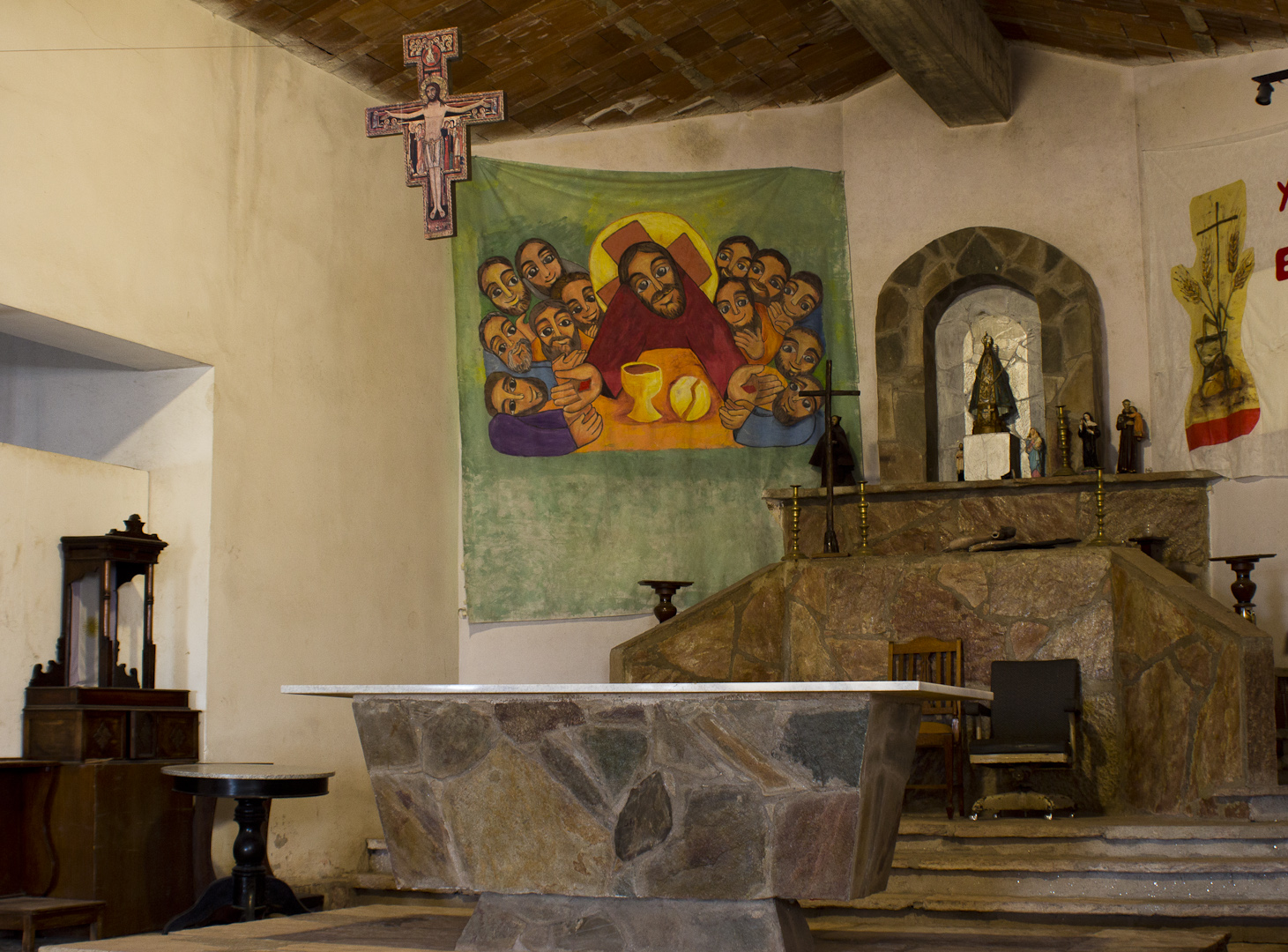
Interior de la Capilla Nuestra Señora del Valle, Los Gigantes

Gran parte de toda esta comarca, posee una superficie de más de 1800 has. Esto incluye no solo la escuela y la iglesia, sino también el Cerro de La Cruz, y el paraje de Los Vallecitos o Cerro de los Lisos. Este Macizo, pertenece a propietarios privados.

## Flora y fauna
Las numerosas cuevas hacen las veces de refugio para los senderistas y la región se destaca por la gran amplitud térmica entre estaciones y el día y la noche, haciendo propicio el crecimiento de especies tales como el Tabaquillo, Helechos, Romerillo, Peperina, Barba de piedra, Yerba mota, Orcomolles, Maitenes y pajonales de altura.
También se pueden divisar Lagartijas, varias especies de Ranas, Yararás, Liebres, Zorros, Pumas y variadas aves entre las que se destacan el Cóndor, Jote, Tero, Perdiz y diversos pájaros.
Desde el año 1997, el biólogo Daniel Renison, lleva a cabo un programa de reforestación de Los Gigantes. El mismo se basa en el restablecimiento de la población, principalmente, de Tabaquillos, pero también de Maitenes, que son las únicas dos especies de porte arbóreo que desafían las alturas, y estaban diezmadas por el pastoreo y los incendios. Los resultados hasta la fecha (abril de 2016), son muy alentadores.

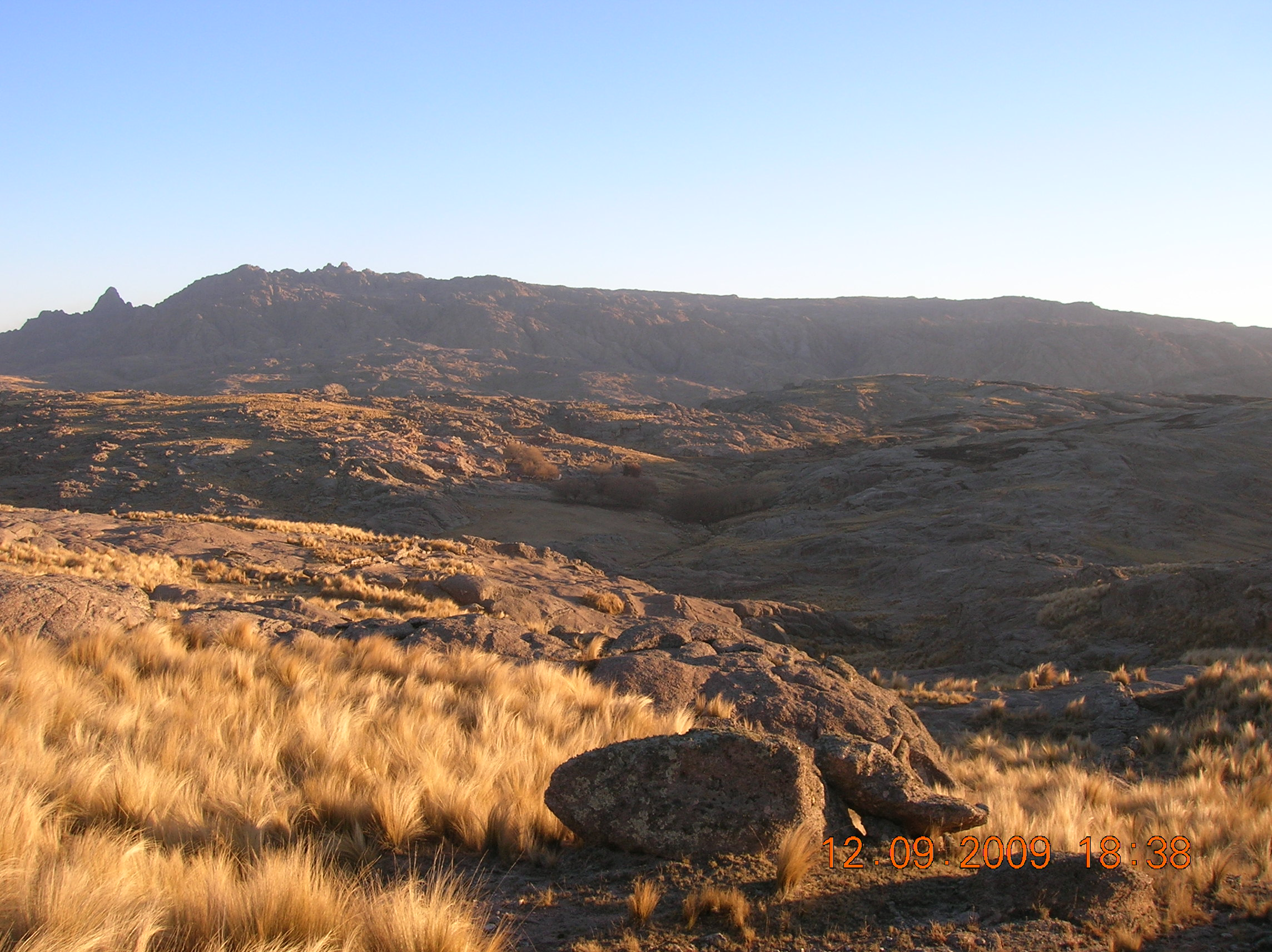
Vista de Los Gigantes desde la ruta provincial 28, al norte del macizo. A la izquierda se aprecia con claridad el Cerro La Cruz, 'techo' del macizo

## Sismicidad
En Los Gigantes, se registró el último epicentro de un movimiento sísmico, el día 21 de junio de 2013 con una magnitud de 3.3 en la escala de Mercalli modificada, en 31°24′7.20″S 64°47′34.80″O / -31.4020000, -64.7930000
La región está atravesada por la Falla del frente occidental de las Sierras Chicas, que se extiende desde la ciudad de Villa Carlos Paz hasta ciudad de Berrotarán y Elena (Córdoba). Su potencial para generar sismos es desconocido. En la región también se encuentra la Falla de Las Lagunas, cercana a Sampacho (localidad destruida por el sismo en 1934) que llega hasta Río Cuarto.